# Velká cena Austrálie silničních motocyklů 2007
Velká cena Austrálie 2007 se uskutečnila od 12.–14. října 2007 na okruhu Phillip Island grand prix circuit.

## MotoGP
Mistrovství světa silničních motocyklů tak přijelo do Phillip Island s novým světovým šampiónem ve tříde MotoGP Caseym Stonerem. Mladý Australan chtěl na domácí trati jednoznačně vyhrát a oslavit tu svou mistrovskou korunu.
V Motegi zůstaly japonské továrny, aby dva dny testovaly. První den byl nejrychlejší Chris Vermeulen a druhý den Nicky Hayden, který zároveň zajel nejrychlejší kolo testů 1:42,277. Suzuki zkoušela nový prototyp na rok 2008 GSV-R. To samé měl za úkol i Valentino Rossi a Yamaha začala pracovat na dotáhnutí náskoku Ducati.
Tým d'Antin oznámil, že do konce sezóny bude druhý motocykl vedle Alexe Barrose sedlat Brit Chaz Davies, který už v Laguna Seca zaskakoval za Alexe Hofmanna.
Italský exmistr světa Valentino Rossi začal tlačit na Yamahu, aby na příští rok více zapracovala na rychlosti motocyklu. Rossi byl po prozatímních letošních výkonech hodně nespokojený a dokonce naznačoval možnost odchodu v případě, že mu Yamaha nepostaví konkurenceschopný stroj.
I přes spekulace o odchodu týmu Roberts do Mistrovství světa superbiků plánuje Kenny Roberts zůstat i nadále v MotoGP a to se dvěma jezdci. To znamená konec spolupráce s Hondou. Jaké bude tým používat motory v příští sezóně, není ještě jasné.
Byla zveřejněna smutná zpráva o smrti slavného japonského závodníka Noricka Abeho, který zemřel při silniční nehodě. Podle japonských zdrojů měl Abe narazit do kamiónu, který se otáčel na místě, kde to bylo zakázané. Celý padock MotoGP držel za japonského závodníka minutu ticha.

### Kvalifikace
| *                                                | *                                               | *                                                 |
| _______1_______ Daniel Pedrosa Honda 1:29.201    |                                                 |                                                   |
|                                                  | _______2_______ Valentino Rossi Yamaha 1:29.419 |                                                   |
|                                                  |                                                 | _______3_______ Casey Stoner Ducati 1:29.816      |
| _______4_______ Nicky Hayden Honda 1:29.932      |                                                 |                                                   |
|                                                  | _______5_______ Loris Capirossi Ducati 1:30.090 |                                                   |
|                                                  |                                                 | _______6_______ Randy de Puniet Kawasaki 1:30.110 |
| _______7_______ Alex Barros Ducati 1:30.325      |                                                 |                                                   |
|                                                  | _______8_______ Shinya Nakano Honda 1:30.612    |                                                   |
|                                                  |                                                 | _______9_______ Sylvain Guintoli Yamaha 1:30.621  |
| _______10_______ Anthony West Kawasaki 1:30.649  |                                                 |                                                   |
|                                                  | _______11_______ Colin Edwards Yamaha 1:30.676  |                                                   |
|                                                  |                                                 | _______12_______ Marco Melandri Honda 1:31.078    |
| _______13_______ Carlos Checa Honda 1:31.203     |                                                 |                                                   |
|                                                  | _______14_______ John Hopkins Suzuki 1:31.386   |                                                   |
|                                                  |                                                 | _______15_______ Makoto Tamada Yamaha 1:31.595    |
| _______16_______ Chris Vermeulen Suzuki 1:31.810 |                                                 |                                                   |
|                                                  | _______17_______ Chaz Davies Ducati 1:32.043    |                                                   |
|                                                  |                                                 | _______18_______ Toni Elias Honda 1:32.442        |
| _______19_______ Kurtis Roberts KR212V 1:32.948  |                                                 |                                                   |
| ------------------------------------------------ | ----------------------------------------------- | ------------------------------------------------- |

### Závod
| Pos | #  | Jezdec           | Stroj    | Kola | Čas       | Rošt | Body |
| --- | -- | ---------------- | -------- | ---- | --------- | ---- | ---- |
| 1   | 27 | Casey Stoner     | Ducati   | 27   | 41:12.244 | 3    | 25   |
| 2   | 65 | Loris Capirossi  | Ducati   | 27   | +6.763    | 5    | 20   |
| 3   | 46 | Valentino Rossi  | Yamaha   | 27   | +10.038   | 2    | 16   |
| 4   | 26 | Dani Pedrosa     | Honda    | 27   | +11.663   | 1    | 13   |
| 5   | 4  | Alex Barros      | Ducati   | 27   | +19.475   | 7    | 11   |
| 6   | 14 | Randy de Puniet  | Kawasaki | 27   | +27.313   | 6    | 10   |
| 7   | 21 | John Hopkins     | Suzuki   | 27   | +29.243   | 14   | 9    |
| 8   | 71 | Chris Vermeulen  | Suzuki   | 27   | +34.833   | 16   | 8    |
| 9   | 5  | Colin Edwards    | Yamaha   | 27   | +35.073   | 11   | 7    |
| 10  | 33 | Marco Melandri   | Honda    | 27   | +36.971   | 12   | 6    |
| 11  | 7  | Carlos Checa     | Honda    | 27   | +37.721   | 13   | 5    |
| 12  | 13 | Anthony West     | Kawasaki | 27   | +38.426   | 10   | 4    |
| 13  | 56 | Shinya Nakano    | Honda    | 27   | +47.430   | 8    | 3    |
| 14  | 50 | Sylvain Guintoli | Yamaha   | 27   | +54.324   | 9    | 2    |
| 15  | 24 | Toni Elias       | Honda    | 27   | +1:10.471 | 18   | 1    |
| 16  | 6  | Makoto Tamada    | Yamaha   | 27   | +1:12.904 | 15   |      |
| 17  | 80 | Kurtis Roberts   | KR212V   | 27   | +1:13.020 | 19   |      |
| Ret | 1  | Nicky Hayden     | Honda    | 12   | Porucha   | 4    |      |
| Ret | 57 | Chaz Davies      | Ducati   | 12   | Porucha   | 17   |      |

### Zajímavosti
Casey Stoner se stal prvním Australanem od vítězství Micka Doohana v roce 1998, který vyhrál domácí velkou cenu.
Tým Marlboro Ducati získala první Double od Velké ceny Valencie 2006.

### Průběžná klasifikace jezdců a týmů
| Pos | #  | Jezdec          | Stroj  | Body |
| --- | -- | --------------- | ------ | ---- |
| 1   | 27 | Casey Stoner    | Ducati | 322  |
| 2   | 46 | Valentino Rossi | Yamaha | 230  |
| 3   | 26 | Daniel Pedrosa  | Honda  | 201  |
| 4   | 21 | John Hopkins    | Suzuki | 165  |
| 5   | 71 | Chris Vermeulen | Suzuki | 160  |
| 6   | 33 | Marco Melandri  | Honda  | 154  |
| 7   | 65 | Loris Capirossi | Ducati | 150  |
| 8   | 5  | Colin Edwards   | Yamaha | 115  |
| 9   | 1  | Nicky Hayden    | Honda  | 112  |
| 10  | 4  | Alex Barros     | Ducati | 102  |

| Pos | Tým                  | Továrna  | Body |
| --- | -------------------- | -------- | ---- |
| 1   | Ducati Marlboro Team | Ducati   | 472  |
| 2   | Fiat Yamaha Team     | Yamaha   | 345  |
| 3   | Rizla Suzuki MotoGP  | Suzuki   | 325  |
| 4   | Repsol Honda Team    | Honda    | 313  |
| 5   | Honda Gresini        | Honda    | 248  |
| 6   | Pramac d'Antin       | Ducati   | 168  |
| 7   | Kawasaki Racing Team | Kawasaki | 161  |
| 8   | Dunlop Yamaha Tech 3 | Yamaha   | 82   |
| 9   | Honda LCR            | Honda    | 59   |
| 10  | Konica Minolta Honda | Honda    | 45   |
| 11  | Team Roberts         | KR212V   | 14   |

| Pos | Továrna  | Body |
| --- | -------- | ---- |
| 1   | Ducati   | 349  |
| 2   | Honda    | 268  |
| 3   | Yamaha   | 267  |
| 4   | Suzuki   | 216  |
| 5   | Kawasaki | 124  |
| 6   | KR212V   | 14   |

## 250cc

### Kvalifikace
| *                                                  | *                                                 | *                                                   | *                                                |
| _______1_______ Jorge Lorenzo Aprilia 1:32.884     |                                                   |                                                     |                                                  |
|                                                    | _______2_______ Hector Barbera Aprilia 1:33.770   |                                                     |                                                  |
|                                                    |                                                   | _______3_______ Alvaro Bautista Aprilia 1:33.820    |                                                  |
|                                                    |                                                   |                                                     | _______4_______ Alex de Angelis Aprilia 1:33.824 |
| _______5_______ Marco Simoncelli Gilera 1:33.854   |                                                   |                                                     |                                                  |
|                                                    | _______6_______ Hiroshi Aoyama KTM 1:33.932       |                                                     |                                                  |
|                                                    |                                                   | _______7_______ Andrea Dovizioso Honda 1:34.153     |                                                  |
|                                                    |                                                   |                                                     | _______8_______ Thomas Lüthi Aprilia 1:34.185    |
| _______9_______ Julian Simon Honda 1:34.299        |                                                   |                                                     |                                                  |
|                                                    | _______10_______ Shuhei Aoyama Honda 1:34.412     |                                                     |                                                  |
|                                                    |                                                   | _______11_______ Mika Kallio KTM 1:34.527           |                                                  |
|                                                    |                                                   |                                                     | _______12_______ Yuki Takahashi Honda 1:34.990   |
| _______13_______ Roberto Locatelli Gilera 1:35.372 |                                                   |                                                     |                                                  |
|                                                    | _______14_______ Aleix Espargaro Aprilia 1:35.788 |                                                     |                                                  |
|                                                    |                                                   | _______15_______ Jules Cluzel Aprilia 1:35.860      |                                                  |
|                                                    |                                                   |                                                     | _______16_______ Fabrizio Lai Aprilia 1:35.903   |
| _______17_______ Dirk Heidolf Aprilia 1:36.238     |                                                   |                                                     |                                                  |
|                                                    | _______18_______ Imre Toth Aprilia 1:36.463       |                                                     |                                                  |
|                                                    |                                                   | _______19_______ Alex Baldolini Aprilia 1:36.512    |                                                  |
|                                                    |                                                   |                                                     | _______20_______ Efren Vazquez Aprilia 1:36.842  |
| _______21_______ Karel Abraham Aprilia 1:37.076    |                                                   |                                                     |                                                  |
|                                                    | _______22_______ Taro Sekiguchi Aprilia 1:37.106  |                                                     |                                                  |
|                                                    |                                                   | _______23_______ Ratthapark Wilairot Honda 1:37.376 |                                                  |
|                                                    |                                                   |                                                     | _______24_______ Eugene Laverty Honda 1:37.476   |
| _______25_______ Federico Sandi Aprilia 1:37.623   |                                                   |                                                     |                                                  |
|                                                    | _______26_______ Ho Wan Chow Aprilia 1:38.981     |                                                     |                                                  |
| -------------------------------------------------- | ------------------------------------------------- | --------------------------------------------------- | ------------------------------------------------ |

### Závod
| Pos | #  | Jezdec              | Stroj   | Kola | Čas        | Rošt | Body |
| --- | -- | ------------------- | ------- | ---- | ---------- | ---- | ---- |
| 1   | 1  | Jorge Lorenzo       | Aprilia | 25   | +39:25.727 | 1    | 25   |
| 2   | 19 | Alvaro Bautista     | Aprilia | 25   | +19.634    | 3    | 20   |
| 3   | 34 | Andrea Dovizioso    | Honda   | 25   | +19.724    | 7    | 16   |
| 4   | 4  | Hiroshi Aoyama      | KTM     | 25   | +19.797    | 6    | 13   |
| 5   | 12 | Thomas Lüthi        | Aprilia | 25   | +20.066    | 8    | 11   |
| 6   | 60 | Julian Simon        | Honda   | 25   | +21.045    | 9    | 10   |
| 7   | 58 | Marco Simoncelli    | Gilera  | 25   | +32.960    | 5    | 9    |
| 8   | 73 | Shuhei Aoyama       | Honda   | 25   | +33.043    | 10   | 8    |
| 9   | 3  | Alex de Angelis     | Aprilia | 25   | +33.051    | 4    | 7    |
| 10  | 55 | Yuki Takahashi      | Honda   | 25   | +44.814    | 12   | 6    |
| 11  | 15 | Roberto Locatelli   | Gilera  | 25   | +48.733    | 13   | 5    |
| 12  | 16 | Jules Cluzel        | Aprilia | 25   | +54.010    | 15   | 4    |
| 13  | 17 | Karel Abraham       | Aprilia | 25   | +1:03.218  | 21   | 3    |
| 14  | 41 | Aleix Espargaro     | Aprilia | 25   | +1:09.368  | 14   | 2    |
| 15  | 28 | Dirk Heidolf        | Aprilia | 25   | +1:17.807  | 17   | 1    |
| 16  | 50 | Eugene Laverty      | Honda   | 25   | +1:21.239  | 24   |      |
| 17  | 32 | Fabrizio Lai        | Aprilia | 25   | +1:31.245  | 16   |      |
| 18  | 11 | Taro Sekiguchi      | Aprilia | 25   | +1:33.575  | 22   |      |
| 19  | 8  | Ratthapark Wilairot | Honda   | 25   | +1:33.916  | 23   |      |
| 20  | 21 | Federico Sandi      | Aprilia | 24   | +1 kolo    | 25   |      |
| Ret | 25 | Alex Baldolini      | Aprilia | 18   | Porucha    | 19   |      |
| Ret | 10 | Imre Toth           | Aprilia | 5    | Porucha    | 18   |      |
| Ret | 7  | Efren Vazquez       | Aprilia | 3    | Nehoda     | 20   |      |
| Ret | 36 | Mika Kallio         | KTM     | 1    | Nehoda     | 11   |      |
| Ret | 89 | Ho Wan Chow         | Aprilia | 1    | Porucha    | 26   |      |
| Ret | 80 | Hector Barbera      | Aprilia | 0    | Porucha    | 2    |      |

### Průběžná klasifikace jezdců a továren
| Pos | #  | Jezdec           | Stroj   | Body |
| --- | -- | ---------------- | ------- | ---- |
| 1   | 1  | Jorge Lorenzo    | Aprilia | 287  |
| 2   | 34 | Andrea Dovizioso | Honda   | 242  |
| 3   | 3  | Alex de Angelis  | Aprilia | 215  |
| 4   | 19 | Alvaro Bautista  | Aprilia | 181  |
| 5   | 80 | Hector Barbera   | Aprilia | 146  |
| 6   | 4  | Hiroshi Aoyama   | KTM     | 129  |
| 7   | 36 | Mika Kallio      | KTM     | 119  |
| 8   | 12 | Thomas Lüthi     | Aprilia | 115  |
| 9   | 60 | Julian Simon     | Honda   | 103  |
| 10  | 73 | Shuhei Aoyama    | Honda   | 87   |

| Pos | Továrna | Body |
| --- | ------- | ---- |
| 1   | Aprilia | 347  |
| 2   | Honda   | 252  |
| 3   | KTM     | 176  |
| 4   | Gilera  | 102  |
| 5   | Yamaha  | 4    |